# Fiestas religiosas en Cuajimalpa
Cuajimalpa de Morelos es una de las 16 alcaldías de la Ciudad de México. Se divide territorialmente en 4 pueblos (San Pedro Cuajimalpa, San Lorenzo Acopilco, San Mateo Tlaltenango y San Pablo Chimalpa) y 41 colonias (barrios).
En los cuales predomina la población de religión cristiana católica, que es una herencia proveniente de la época de la conquista, por este motivo las fiestas tradicionales de la población tienen relación con aspectos religiosos habiendo poca o nulas fiestas civiles.

## Orígenes
Luego de la Conquista española frailes franciscanos y dominicos realizaron las actividades de evangelización en el área de Cuajimalpa, basado en costumbres españolas, Hernán Cortes en su calidad de  Márquez del Valle de Oaxaca puso bajo la protección de ciertos santos a las poblaciones de la zona, por lo que se antepuso el título de su patrón al nombre del pueblo, por esto tenemos a San Pedro Cuajimalpa, San Lorenzo Acopilco, San Mateo Tlaltenango y San Pablo Chimalpa, designación que podemos encontrar desde el "Códice Cuauhximalpan" del siglo XVI, que sirvió como parte de los documentos para que Cortes reclamara su derecho sobre los pueblos ante la corona española.
Esta costumbre otorgaba al pueblo una protección espiritual, donde por contraparte los habitantes del pueblo se contravenían a realizar varias acciones para agradar al santo que tenían como patrón. las cuales son básicamente dos:
- Construir templos de culto que se dedican al santo.
- Realizar fiestas solemnes en el día designado por la iglesia para su recuerdo, en las cuales se suele agregar fiestas civiles anexas.

A lo largo del año en la Delegación de Cuajimalpa de Morelos en sus 4 Pueblos (San Pedro Cuajimalpa, San Lorenzo Acopilco, San Mateo Tlaltenango y San Pablo Chimalpa) y colonias se celebran al año varias festividades religiosas y tradicionales entre las que destacan Semana Santa en San Pedro Cuajimalpa, Día de la Candelaria (Barrio de la Candelaria Huecalco, San Pedro Cuajimalpa), El Carnaval (San Pedro Cuajimalpa), Viernes de Dolores (San Pablo Chimalpa), 4° Viernes de Cuaresma "Fiesta de Nuestro Padre Jesus" (San Lorenzo Acopilco), Semana Santa (San Pedro Cuajimalpa), Sagrado Corazón (San Mateo Tlaltenango) y la Inmaculada Concepción(Colonia El Contadero).

## Semana Santa en San Pedro Cuajimalpa
Es la fiesta religiosa más importante del año, tanto por su vistosidad como por el número de participantes. Se realiza durante la Semana Mayor, comprendiendo del Domingo de Ramos al Domingo de Resurrección o Pascua como se le conoce litúrgicamente, se le apareja con la representación de La "Pasión y Muerte de Jesucristo" la cual es realizada desde 1889.

### Historia de la representación
Inspirada en la realizada en Iztapalapa desde 1843, el inicio de la representación tiene su origen en una epidemia de cólera en San Pedro Cuajimalpa en 1888, la cual fue muy rara ya que la población era pequeña y por su cercanías tenía varios ríos que suministraban el agua a la población. En un inicio fue una representación sencilla en la que participaban los vecinos del pueblo, que eran guiados por una combinación de vecinos y el párroco de la iglesia de San Pedro Cuajimalpa, esta combinación continua a pesar de problemas teológicos, que en el caso de Iztapalapa dieron lugar a que la representación sea solo administrada por habitantes de Iztapalapa, por lo que las fiestas religiosas son puestas aparte y llevadas individualmente de la representación. Siendo este un rasgo muy característico de esta representación.
Desde sus inicios la representación tuvo cinco personajes principales, Jesús, Caifás, Anas, Poncio Pilatos, Procula, Magdalena, María, Pedro, el Judas y el Traidor, estos dos últimos en conjunto son llamados "Los Judas Vivos" o simplemente los Judas. Adicionalmente tenemos como personajes secundarios a los Soldados o Fariseos, que son junto a las marías o vírgenes la mayoría de los personajes, estos se caracterizaban por vestir como una especie de soldado romano y por su número le dieron el nombre popular a la compañía de la representación "Los Fariseos".
Hasta finales de los años 80´S solo existió una compañía que realizara la representación, pero por disputas internas se dividió en dos grupos uno que continuó con el título de Fariseos y el otro de “Romanos”, los cuales realizaban la representación en paralelo, turnándose en el uso de los escenarios.
En 2001,  ambos grupos fueron fusionados, pero disidentes de esto formaron una agrupación separada la cual tiene como base la colonia Zentlapan. Desde 1995 han surgido varios grupos en las poblaciones y colonias cercanas las cuales realizan representaciones pequeñas.

### Representación
Como se dijo antes la representación inicia el Domingo de Ramos, pero los preparativos se inician en diciembre, en la casa marcada con el número ## de la Av. México en San Pedro Cuajimalpa, desde los años 30 se llevan a cabo las inscripciones de los interesados en participar, los cuales deben ser vecinos de la delegación y Católicos, a los cuales se les reúne en varias juntas para informales de los sacrificios y penitencias que conlleva participar en la representación, como son los costos por vestimentas y el tiempo que debe invertirse previo y posterior a la representación.
Ya con un grupo sólido se lleva a cabo la selección de los intérpretes de los papeles principales, los cuales se otorgan de preferencia a personas que han participado por años, a estos se les somete a un examen de actitud ya que el miedo escénico es muy común. Luego se pasa a seleccionar papeles secundarios, con estos elementos se cita a una primera platica con el párroco de San Pedro donde se empieza una preparación espiritual de todos los participantes.
Hasta el Domingo de Ramos, se llevan a cabo varios ensayos, primero en la casa de Av. México y luego en la parroquia, donde se afinan detalles de vestimenta, actuación, escenarios, etc. Ese día se presenta formalmente la compañía con una procesión donde se recuerda la entrada de Jesucristo a Jerusalén sentado en un jumento, la agrupación se distingue por una bandera que consiste en cuadros de colores azul, rojo y blanco, azul por la Virgen María, Rojo por la sangre de Jesús y blanco por la paz que al final dejara el sacrificio del cordero, a la cual acompañan un tambor y una flauta con una tonada alegre, con la cual se dan a conocer por las calles cuando van a pasar, detrás de ellos en dos filas van los integrantes de la compañía, primero las mujeres encabezados por las intérpretes femeninas principales, luego con el mismo orden los hombres, es de notar que las filas se ordenan de los miembros más jóvenes a los más mayor edad,  a su lado van los judas, de los cuales hay dos, el Judas y el Traidor, el primero se caracteriza por vestir con un vestido rojo, huaraches y una máscara con características femeninas y de color natural, a la cual se le agrega una peluca hecha con lazos de yute los cuales caen en largos trozos, mientras que el traidor viene vestido con pantalón bombacho y camiseta ceñida de color rojo, con huaraches y una mascara masculina pero sin peluca, lo cual sustituye por un sombrero de copa baja y alas cortas forrado con la misma tela del traje, ambos judas portan largos chicotes los cuales les servían para golpear a los distraídos peatones que se interponían en el camino del grupo, por lo que de inicio tienen funciones de orden en el grupo.

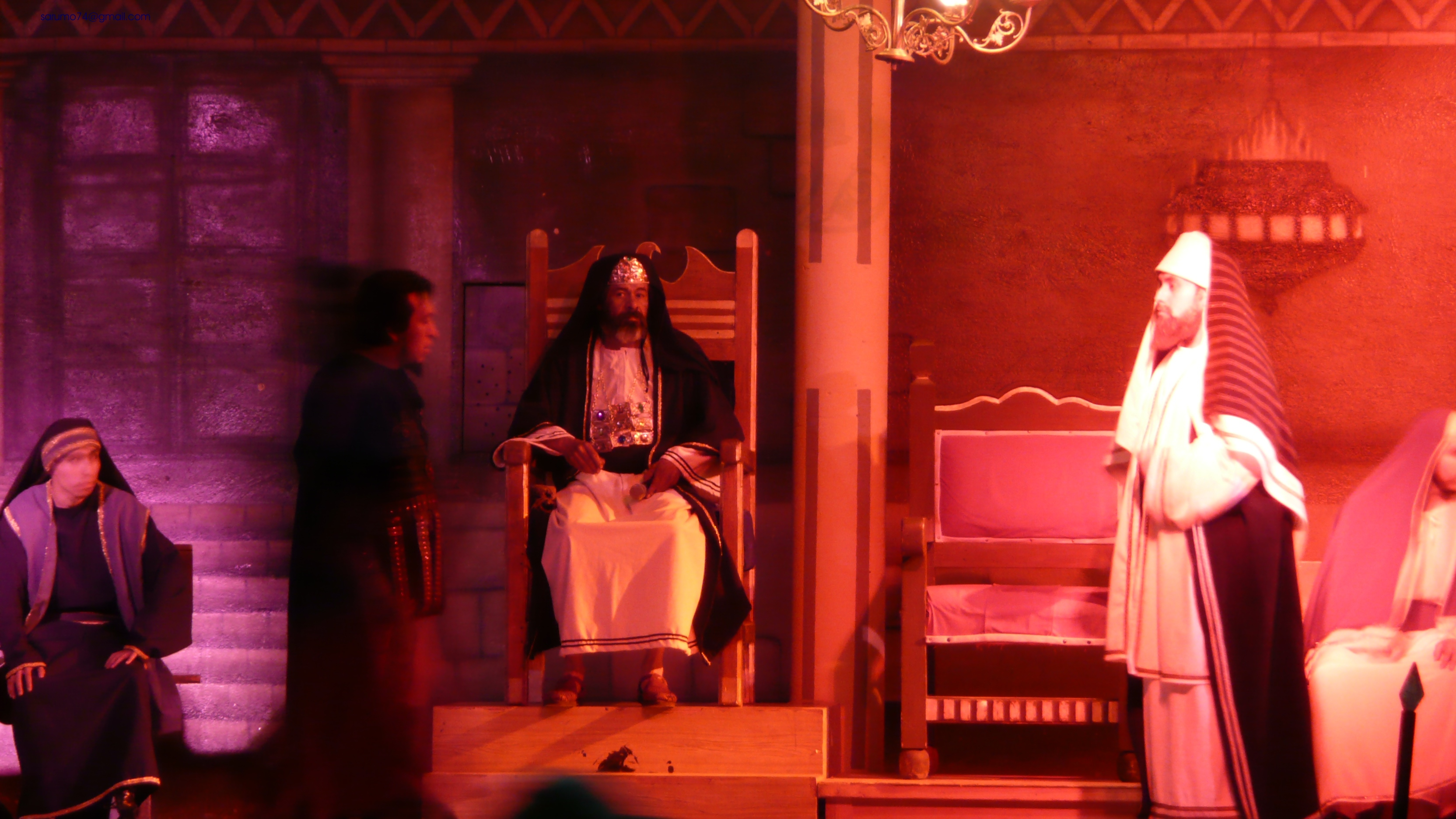
Escena de la discusión de Sanedrín el día jueves de Semana Santa.

Luego de participar en la peregrinación asisten a misa y vuelven a los ensayos, los cuales ya incluyen recorridos por las calles todos vestidos para la representación, el día Jueves Santo, se presentan desde temprano en la Av. México , de la cual salen a las cinco de la tarde para iniciar la representación en un escenario que fue construido en los 70´s.

#### Jueves Santo
El Jueves Santo con la ayuda de cortinas, fosos, luces, equipos de sonido, etc. Pagados principalmente por los participantes, se representan 40 cuadros o escenas, que llevan desde la Anunciación a María hasta la condena de Jesús, esto hace que se termine la representación alrededor de la media noche. Entre cuadro y cuadro la compañía realiza una serie de vueltas por el atrio de la iglesia para dar tiempo a cambias el escenario, siempre con el tono alegre de la flauta y el tambor, el cual cambia a un paso más solemne tras el cuadro de la aprensión de Jesús, el cual es llevado por los soldados, tirándolo y golpeando su espalda.

#### Viernes Santo

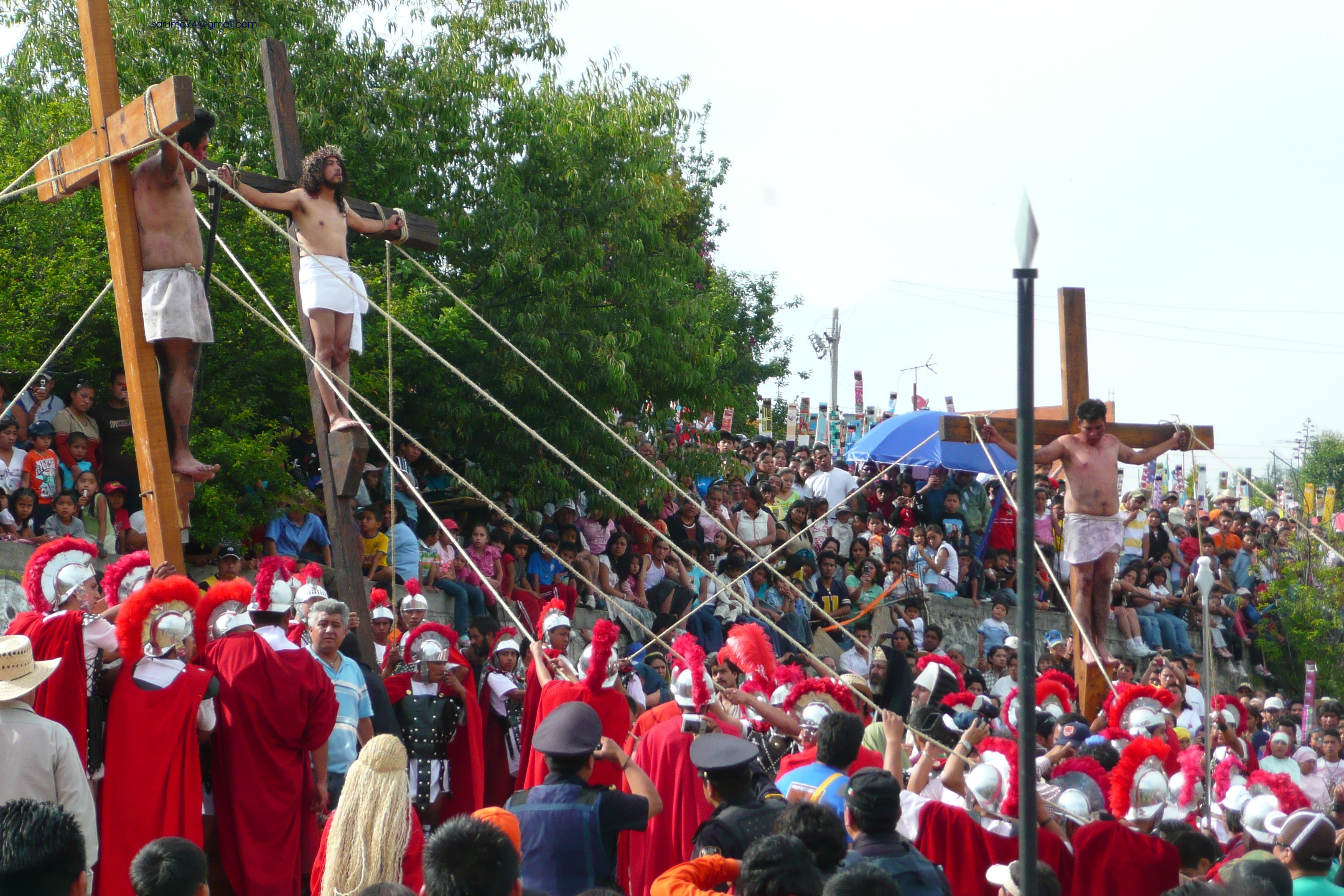
Representación de la crucifixión en el cerro de Zacamulpa el viernes de Semana Santa.

El Viernes Santo se inicia desde las diez de la mañana, repitiendo varios de los cuadros para dar continuidad al relato, en este caso el escenario se adorna como un palacio, ya que se interpreta el juicio, tras ser condenado por Pilatos el intérprete de Jesús es golpeado y se le carga una cruz de madera de pino, la cual antiguamente se depositaba en el cercano panteón Calvario de Cuajimalpa luego de la representación, con esto se inicia una peregrinación donde se representan las tres caídas de Jesús, se agregan soldados a caballo y una comitiva enorme de visitantes que siguen la peregrinación por más de 3 km. Hasta un cerro en la colonia Zentlapatl frente al panteón del Calvario, en este sitio se realiza la crucifixión y se realiza la representación de las Siete Palabras, mientras esto ocurre en la iglesia se hacen rezos y sermonees por parte del párroco. Es muy común que por el gran número de personas, muchas lleguen hasta el cerro ya terminada la representación.
Luego de que han bajado a los crucificados, el grupo regresa al pueblo pero con su bandera envuelta en el hasta y cubierta con un paño negro, tocando la flauta y el tambor una música acopada, triste, la cual los lleva a la capilla de Zentlapatl donde toman la imagen de un Cristo crucificado de color negro como el Señor del Veneno de la Catedral Metropolitana de la Ciudad de México. El regreso se realiza lentamente y en silencio por parte de los concurrentes. Llegados a la parroquia depositan en junto al ara la figura, la cual reposara hasta entrada la noche junto a las efigies de un Cristo muerto y una María desconsolada.  En una iglesia apenas iluminada y con las efigies y pinturas de santos cubiertas por capuchas de tela morada, luego se hacen cuatro cuadros sobre la resurrección de Jesús, en la noche se da una procesión del silencio con las efigies por las calles del pueblo.

#### Sábado de Gloria

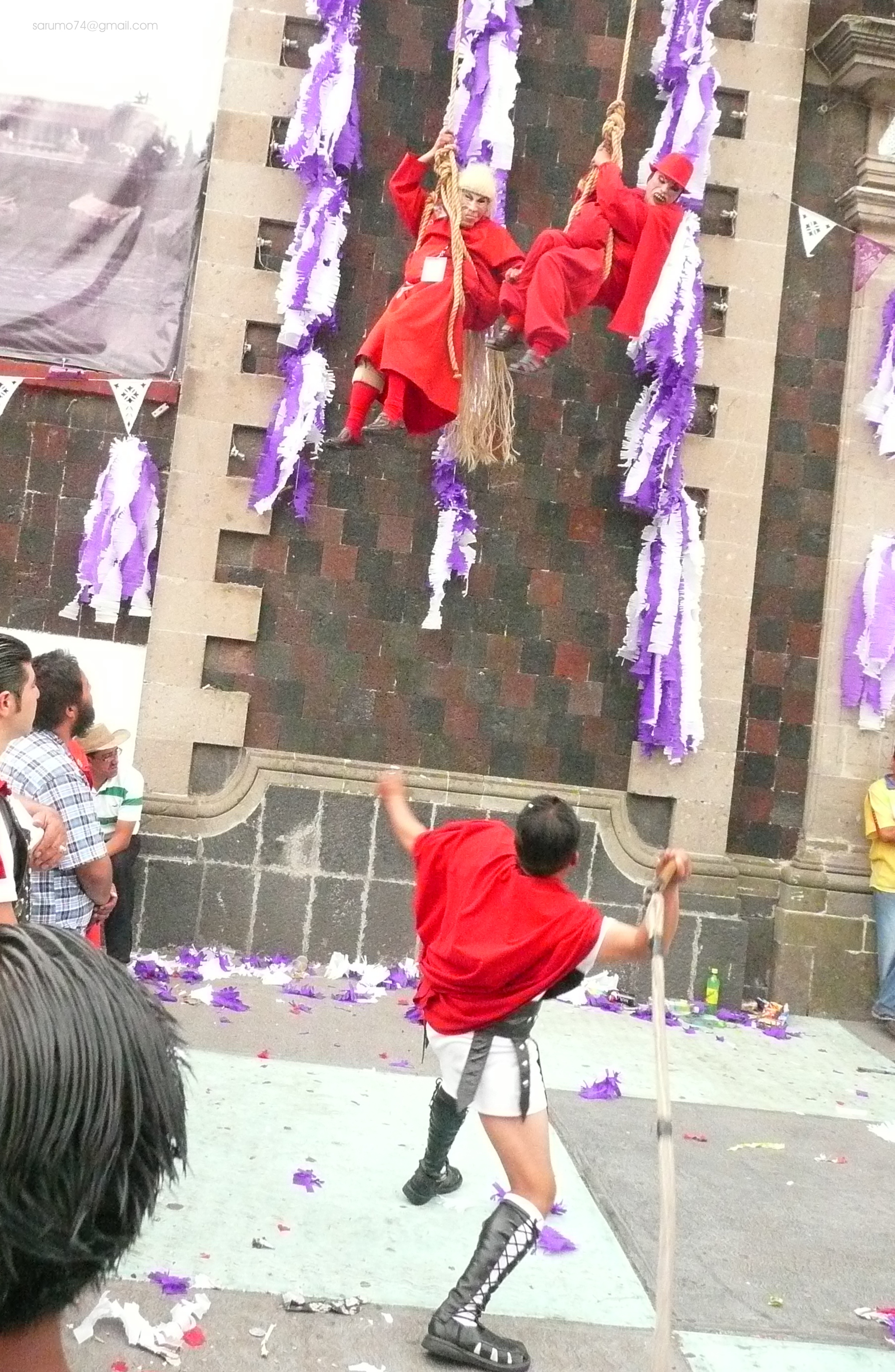
Cuelga de Judas el sábado de Gloria, colgados a la izquierda se puede ver al judas llamado el Traidor y a la derecha el Espía, bajo ellos un soldado en posición de asestar un golpe con el chicote.

El Sábado de Gloria temprano se inicia la “Cuelga de Judas”, en la cual grupos de soldados acompañados de curiosos y amigos se dan a la casa de los judas con chicote en mano, los cuales se mueven a pie por la demarcación, con varios ayudantes los cuales cargan costales en los cuales van metiendo cosas que roban – ahora solo piden y si les dan, que bueno-, esto era cierto hace muchos años, en sea época la feria que se realizaba a la par, la organizaba la parroquia y como parte de los derechos, los comerciantes dejaban que los judas tomaran cosas sin pedir de sus puestos, adicionalmente los vecinos convidan tanto a Judas como Soldados de comida y bebida entre varias cosas, regularmente se dan enfrentamientos entre soldados donde los chicotazos no se dejan esperar para espanto y asombro de los transeúntes, esa misma mañana se realiza una ceremonia que era antiguamente muy elaborada, donde los vecinos adornaban ollas con papel china de colores y los montaban en yugos con los cuales se dirigen a un afloramiento natural de agua llamado Agua Bendita, formando una larga fila regresan cargados de agua con unos ramos de manzanilla, con la cual se reparte en la noche, estos ramos antiguamente eran cultivados en la población y era responsabilidad de cada uno, hoy es una donación de alguien, llegada la una de las tarde los soldados y judas concurren al atrio de San Pedro donde la iglesia arreglada con largos listones de colores de papel de China, recibe en su torre norte a los judas, los cuales se cuelgan en lazos de yute y elevados a mita de la torre, situados en lo alto se dedican a arrojar a la multitud los objetos que robaron,  lo que provoca tumultos en los asistentes, es de notar que el atrio esta normalmente lleno y es muy difícil moverse, mientras tanto todos los miembros de la compañía se dedican a golpearlos con los chicotes, lo que provoca una especie de competencia donde el público interviene, al inicio y varias veces durante la cuelga los judas se mueven entre el público disparando chicotazos a diestra y siniestra, por lo que se debe estar muy atento. Terminada la cuelga el público se relaja con otra corretiza dada por los judas, la cual desemboca en que varias personas con fines de penitencia o de demostrar su valor se someten a los chicotazos de los judas.
De los 90´s en adelante se incluye la quema de judas de cartón por medio de cohetes, costumbre muy común en México, al final de la cuelga. Por la noche se realiza en la iglesia la misa de Gloria o resurrección, la cual varía de párroco a párroco, siendo muy recordadas por los vecinos las largas misas que duraban hasta la madrugada donde el sacerdote daba una cátedra de doctrina, amenizado con cánticos y oraciones, donde al término se recibía el agua bendita que por la mañana se había traído, junto a un manojo de manzanilla.

#### Domingo de Resurrección
El Domingo de Resurrección o Pascua se hace a mediodía la misa de resurrección donde concurre un importante número de personas, las cuales pasada la misa acompañan a una imagen "Jesús Cristo Resucitado" por las calles del pueblo, esta dura unas cinco horas y es costumbre de muchos vecinos hacer toda la travesía, que recorre el antiguo confín del pueblo, esta procesión se caracteriza por dejar una marca de pétalos de flores que indica el camino de Jesús y por que los acompañantes llevan cañas de azúcar con todo y hojas las cuales deben servir para adornar la marcha, muchas de las calles son adornadas con guirnaldas que son puestas por los vecinos, con una multitud de diseños de los más creativo. Esto es acompañado por la compañía en pleno que camina junto a la tonada alegre del tambor y la flauta, con la bandera al vuelo en son de alegría ¡porque ha resucitado¡, sin faltar una banda de música y la totalidad de los miembros del grupo de la representación, durante todo el trayecto se hace quema de gran cantidad de cohete y bombas.
Al regreso de la procesión a la parroquia da cinco vueltas por el atrio la anda en la cual se cambia a una tonada rápida y alegre la música de flauta y tambor, y la bandera es enrollada y desenrolladla rápidamente, en esto la compañía le sigue y terminada la entrada toman un descanso en el cual van a comer. Es de notar que las comidas son dadas por varias personas del pueblo en sus casas a todos los participantes, durante todos los días se reparten estas comidas y para evitar gorrones a la salida de la comida si no se es integrante del grupo se le dan chicotazos o se les obliga a lavar los platos y arreglar la casa. Terminada la comida regresan a la parroquia para “La Penitencia” en la cual se forman en fila y de rodillas entras y salen a la iglesia cinco veces mientras el tambor y la flauta tocan alegremente y la bandera es enrollada y desenrollada rápidamente, termina la fiesta con una última caminata a la casa de la Av. México aunque normalmente ya con los integrantes vestidos de civil.
Antiguamente al término de la penitencia se realizaba una ceremonia donde se entregaba un listón tela de un color dado el cual podía ser lucido por los integrantes en sus ropas, los soldados lo portaban en sus cascos, y era un símbolo de orgullo, ya que implica mucho sacrificio.

### Curiosidades
- La cuelga de los Judas Vivos, recibió su nombre de un reportaje de la empresa Ripley Entreteniment de Robert Ripley, quien la consideró una cosa muy rara y fue televisada en el programa  " ¡Aunque Uste no lo Crea¡" de la misma compañía. Título con el que ha sido titulado en la revista México Desconocido N.º 266 de abril de 1999.

- En la tradición antigua la bandera de los "Fariseos" era mucho más colorida y se consideraba la enseña del pueblo, por lo que para los vecinos era impensable que está fuera inclinada ante nadie que no fuera la cabeza del gobierno municipal o delegacional, las efigies de Jesús, el párroco o el cadáver de algún miembro distinguido del grupo, incluso en los funerales de estos miembros se llevaba la bandera con flauta y tambor para tocarle a tono de resurrección. Pero hoy en día los gobiernos delegacionales les importa más el dinero que baja a sus arcas por derechos y permiten que todos los caminos estén cruzados por lazos y cables para cubrir a los comerciantes, lo que obliga a la bandera a tocar permanentemente el suelo.

## El Carnaval (San Pedro Cuajimalpa)

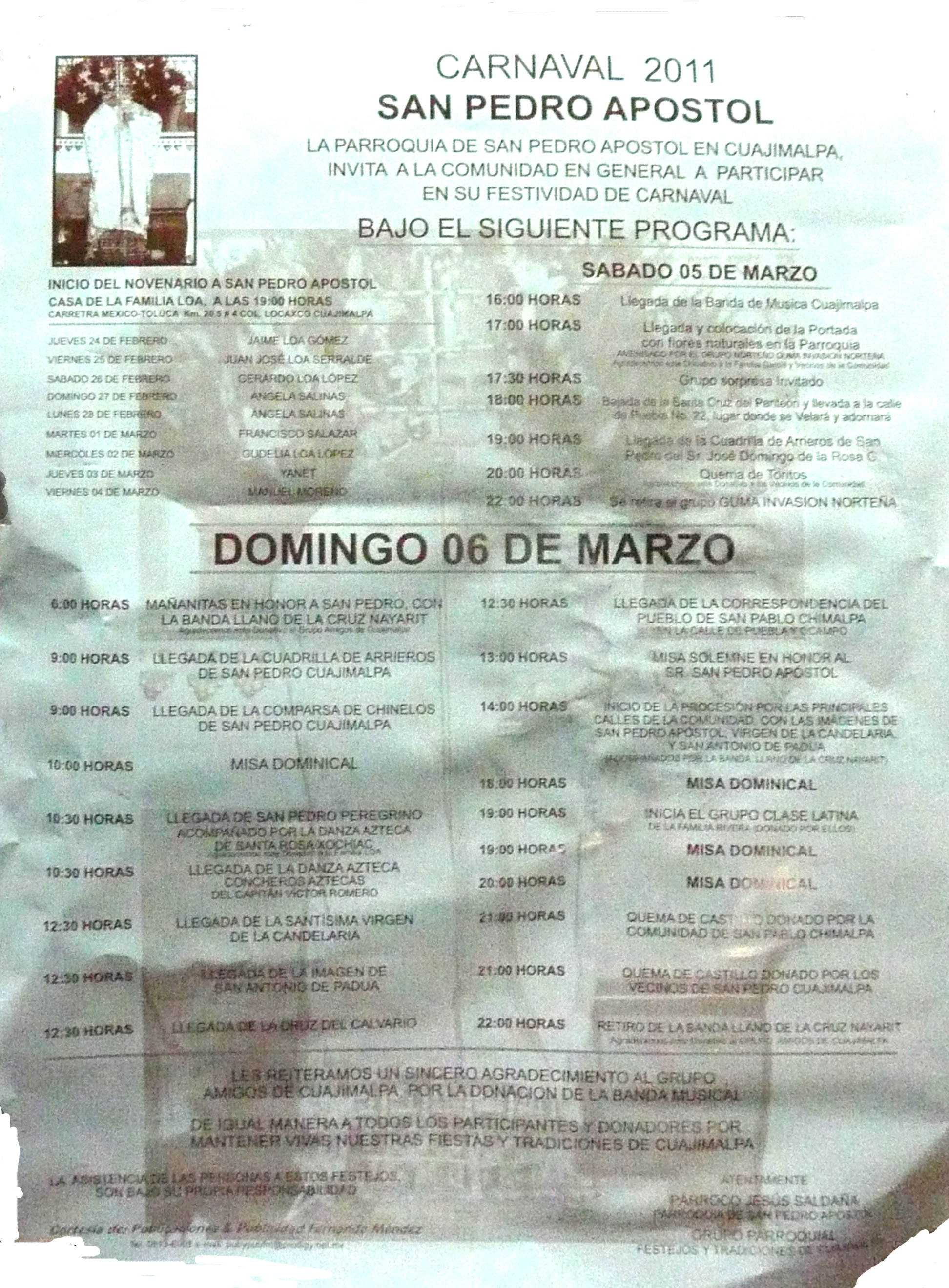
Típico programa de las fiestas de Carnaval en el año de 2011.

Con esta celebración inicia el ciclo de festividades relacionadas con la Cuaresma en el pueblo de San Pedro Cuajimalpa, este ciclo de festividades termina con la celebración de la pasión de Cristo. No se tiene un origen claro de cuando inició y por qué se le dedicó al santo patronal del pueblo, se cree que pudo ser ya que los días cercanos al 29 de junio (día de la fiesta patronal), hay fuertes lluvias que impiden realizar la festividad patronal con normalidad y por lo tanto no tiene mucho lucimiento.
Esta celebración inicia con un novenario, que sea realiza 9 días previos al fin de semana de la festividad, en el novenario durante el cual los vecinos reciben la imagen procesional del santo patrón en sus casas con un rosario y unas viandas para sus acompañantes. Esta festividad se le puede considerar como la segunda en importancia del pueblo, después de la Semana Santa, esta festividad tiene una característica especial el día domingo de Carnaval sale desde temprana hora un grupo de hombres llamado "Huehuenches" quienes vestidos y caracterizados de mujer (también puede ser otro disfraz) salen a bailar acompañados por una banda, este grupo parece tener un origen similar al baile del Oso que se representa en el pueblo de la Magdalena Contreras y en la zona existen varias variantes, esta representación tiene como parte principal por parte de los Huehueches bailar y hacer bromas con los vecinos del pueblo, pidiendo por cada baile una contribución que anteriormente se entregaba a los organizadores de la fiesta patronal, ahora los encargados de los "Huehuenches"  y los que salen de "Huehuenches" lo hacen para beneficio personal, cabe mencionar que esta representación tiene más de 70 años.
El primer día es el sábado, desde temprano se queman cohetes, por la tarde llega una banda de música para amenizar hasta la noche la festividad, se coloca la portada hecha con flores en la entrada principal del templo, también se coloca otra portada en el nicho del santo patrón y algunos arreglos florales en el altar mayor.
Por la noche se realiza la quema de toritos donados por algunas familias del pueblo, en agradecimiento al santo patrón, en las cercanías al templo se instala una feria con puestos y juegos mecánicos.
En el panteón Calvario, de esta población se encuentra una antigua cruz de madera, que se llevaba a la calle Puebla para ser adornada y velada durante toda la noche, actualmente se cuenta con una nueva cruz que es la que se usa para la ceremonia, por esto la festividad se le dedica también a la Santa Cruz como signo de preparación para la Cuaresma, el día domingo se lleva para escuchar misa, participar en la procesión y ser regresada a su morada, esta tradición cuenta con más de 80 años.
El día domingo desde temprana hora se ofrecen las tradicionales mañanitas al santo patrón, llegan comparsas de danzantes como Chinelos, Arrieros y Concheros, también hay una banda de música realizando una audición musical, todo esto en el atrio para amenizar la celebración. Por la tarde una vez terminada la misa solemne, se realiza la tradicional procesión con la imagen procesional del santo patrón acompañado por las imágenes invitadas de pueblos y colonias cercanas, banda de música y danzantes, hace su recorrido por las principales calles del poblado. en la procesión se utiliza una imagen peregrina de San Pedro, ya que la imagen principal no se saca de la iglesia, la cual según la leyenda era antes la que se sacaba a las procesiones ya que la imagen principal y que los españoles trajeron para el pueblo fue llevada a Catedral Metropolitana alrededor de los años 60, por ser una pieza de singular valor artístico.
Una vez terminada la procesión, y después de la despedida de las comparsas de danzantes se inicia el baile amenizado por bandas de música y grupos musicales.
Por la noche se queman 2 castillos uno donado por la correspondencia del pueblo de San Pablo Chimalpa como signo de amistad con San Pedro Cuajimalpa y por la devoción hacia San Pedro Apóstol, el otro castillo es donado por los habitantes de San Pedro Cuajimalpa. En la actualidad esta festividad se realiza principalmente entre los vecinos de San Pedro Cuajimalpa, el barrio de San Antonio y el Barrio de La Candelaria Huecalco aunque se tienen como separados del pueblo, continúan aportando para la festividad.

## 4° Viernes de Cuaresma (San Lorenzo Acopilco)

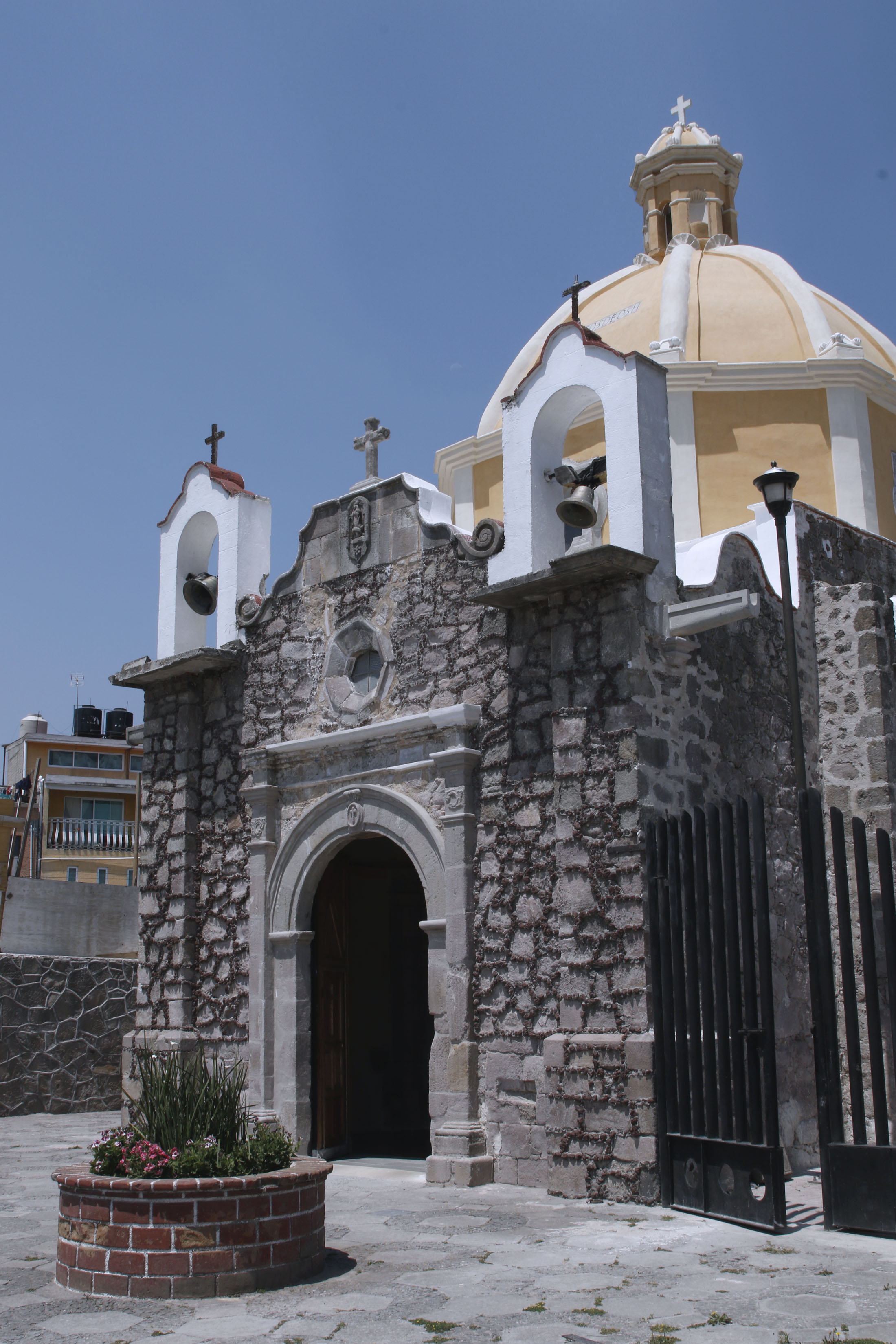
Capilla de San Lorenzo Acopilco.

‘’’Fiesta de Nuestro Padre Jesús’’’. Es la fiesta más grande que se realiza en el poblado la fiesta es el cuarto viernes de Cuaresma.

### Preparación espiritual
Diez días antes se celebran decenarios en las distintas capillas que conforman el poblado, en los decenarios que se realizan en las capillas de Tianguillo, Cruz Blanca, San Miguel, Las Cruces, La Pila, Las Maromas , San Judas , la capilla y la parroquia del pueblo se hace una misa al término de la eucaristía los vecinos de la colonia en donde se realizó el novenario llevan viandas para convivir con los vecinos integradas por platillos, galletas, atole , tamales, café y dulces para regalar a los asistentes.

### Viernes
Desde temprana hora del día viernes los pobladores de Acopilco y la Col. Maromas dan con un grupo de música las mañanitas  a Nuestro Padre Jesús y queman cohetes todo el día, a mediodía se hace un misa. A las cuatro de la tarde se reúne el pueblo y los visitantes de otros lugares en el atrio principal de Acopilco para iniciar una procesión por las diversas calles y colonias de Acopilco, una agrupación regalan cañas de azúcar a los participantes, que adornan la procesión quienes los suelen llevar como bastones, en diversas casas ponen altares con representaciones de la vida de Jesús y otros queman cohetes en agradecimiento a Nuestro Padre Jesús, en la Col. Maromas y la Pila los vecinos queman un castillo pirotécnico, en la Col.  Tianguillo.

### Sábado
Se hace una peregrinación con los niños que estudian el catecismo a las diferentes capillas en las comunidades de Acopilco, en la noche vecinos del pueblo de Iztapalapa ponen como contribución las portadas en la parroquia de Acopilco en honor a Nuestro Padre Jesús y San Lorenzo, además en la capilla al igual ponen una portada los vecinos de Acopilco, ya entrada la noche los grupos de Arrieros de Acopilco y los Concheros bailan al interior de la parroquia en agradecimiento.

### Domingo
El día domingo los vecinos de Acopilco llevan mariachis para darle las tradicionales mañanitas  al Padre Jesús y queman cohetes, al mediodía arriban de diversos poblados las encomiendas o mandas que traen participaciones para la fiesta. Entre estas mandas encontramos a las provenientes de los pueblos de Buenavista del Monte (Est. de Morelos), San Martín Huixquilucan, La Candelaria, San Pedro Cuajimalpa, Santiago Yancuitlanpan, San Pablo Chimalpa, Santa Rosa Xochiac, San Ignacio y Santa Bárbara de Iztapalapa y San Miguel Almaya (Est. de México).
Las mandas son reunidas por los fiscales encargados de las fiestas y se les da de desayunar y después acompañan a los vecinos de Acopilco en la peregrinación a la parroquia donde se oficia una misa en honor del Padre Jesús y para las mandas que visitan el pueblo,  al término de la misa la manda de Santa Rosa Xochiac quema varias gruesas de cohetes y se dan el comienzo de las danzas en el atrio de Acopilco. Donde chínelos, danzantes aztecas y arrieros se presentan. En la tarde los fiscales encargados de la parroquia llevan a comer a los integrantes de las diferentes mandas, como parte de la celebración durante todo el día se realizan confirmaciones de los niños. Por la noche como parte de la fiesta civil comienza el baile con bandas o grupos también se queman castillos y fuegos artificiales donados por los vecinos de Chimalpa y Acopilco.

### Lunes
El día lunes solo se hace una misa solemne en acción de gracias por la celebración de un año más de fiesta y beneficios dados al pueblo de San Lorenzo Acopilco.

## Fiesta patronal (San Mateo Tlaltenango)
Como fiesta religiosa su estructura es similar a la de otros pueblos, pero tiene la particularidad de tener una ceremonia muy particular con el vecino pueblo de San Bartolo Ameyalco en la cual la población de ambos pueblos se reúnen en la capilla de Tlalmililolpan en los límites de los pueblos que también marca la frontera de las delegaciones Cuajimalpa y Álvaro Obregón, donde se llevan imágenes de los santos titulares de ambos pueblos, para luego acompañados con banda de música y quema de cohetes son llevados al templo de San Mateo donde se recibe a las imágenes,  donde se da inicio a las fiestas con la interpretación de las tradicionales mañanitas al santo Mateo. Los acompañantes de San Bartolo llevan tamales y atole para repartir a la gente que acompaña a los santos y sus servidores a las mañanitas.
En forma de reciprocidad esto también lo realizan los pobladores de San Mateo cuando es fiesta de San Bartolo.

## Día de Muertos
En las fiestas de Día de los Fieles Difuntos y Todos los Santos conocidas en conjunto como Día de Muertos, como toda tradición nacional tiene su particularidad en Cuajimalpa, que se conoce genéricamente como "Cera Nueva”. Entre cada fiesta de Muertos nacen y mueren vecinos, de estos últimos, como marca la tradición son velados por lo menos una noche en su casa, entre café de olla con piquete (acompañado de un poco de licor como tequila), pan salado de figuras y alguna vianda como taquitos, con lo cual agradecen los parientes del difunto a las personas que les acompañan en ese momento.
Los acompañantes por su parte, como marca la tradición, dependiendo de lo cercano que se sientan o eran al difunto participan con parte de la comidas que acompañan al duelo si eran muy cercanos o con solo ceras y velas si no era tan cercana su relación.
Luego antes de enterrar o incinerar el cuerpo se le presenta en el templo local para despedirse de su templo y partir a esperar su resurrección. Luego se invita a los asistentes a una comida donde se reúnen como familia, en forma básica el menú consiste en pollo, mole y arroz a la mexicana, la comida tradicional para casi cualquier fiesta. Luego de lo cual ese mismo día o al siguiente se inicia una serie de nueve días de rosarios que normalmente inician a las 8:00 p. m. en la hora de los difuntos según el rito católico. Estos rosarios se acompañan al final con alguna comida ligera como el pan con café, galletas con te, etc.
Al noveno día los parientes y cercanos al difunto se preparan por la mañana con una misa o acción de gracias para llevar a cabo la “Levantada de Mesa” ceremonia que se realizan frente a un altar improvisado que tiene por característica, conformarse con la mesa principal de la casa, cubierta por una manta blanca y adornada con floreros, ceras y objetos del difunto, además en esta ocasión de una cruz de hierro o madera donde se coloca un letrero con el nombre y las fechas de nacimiento y muerte del difunto; Esta cruz es bendecida en la misa de la mañana y es donada o/y apadrinada por una pareja de esposos que sea cercano a la familia del difunto. Este rosario de levantamiento normalmente dura un par de horas con cánticos y alabanzas, palabras de los presentes que en despedida se dirigen al difunto y en apoyo a los familiares, entre cada pasaje se van retirando los objetos del altar. Terminada la ceremonia se invita una comida especial a los asistentes que en lo más básico consiste de tamales y atole. Durante todo este proceso los familiares reciben velas y ceras los cuales son quemados frente al altar de la mesa pero como casi siempre sobran se van quemando durante el año.
En los días de la fiesta de Muertos, los parientes del difunto vuelven a preparar una comida y durante el día van recibiendo a las personas que nuevamente asisten a reconfortarlos, con una cera o vela nueva la cual se quema en los días posteriores, es también común ver que las personas asisten al cementerio a comer con sus parientes o quedarse hasta muy noche en las tumbas conviviendo con sus difuntos.
Los pobladores de San Mateo Tlaltenango y pueblos aledaños de salen a la calle para repartir ceras o veladoras a las casas de los vecinos que murieron durante el año que transcurrió, en su caso pueden andar toda la noche hasta el amanecer de casa en casa.

## La Inmaculada Concepción (Colonia El Contadero)
Un 8 de diciembre de 1854 el entonces Papa Pío IX, promulgó una sentencia nombrada "Ineffabilis Deus" en la que declaraba como Dogma de Fe que como Jesús su hijo, el nacimiento de María se había dado en circunstancias especiales, que hacia inmaculado o sea sin mancha de pecado su nacimiento, del vientre su madre Santa Ana.
María con esta imagen o advocación fue tomada como patrona de la parroquia de El Contadero cuando quisieron tener su propia parroquia separada de la de San Pedro en los años 20´s,  ya que en esa época consideraban los vecinos de El Contadero que el servicio religioso no era muy bueno, aunque varios vecinos como el Sr. Guillermo Cañedo de la Bárcena, hacían el recorrido desde El Contadero para escuchar misa los domingos en San Pedro.
La parroquia paso por un tiempo como capilla de San Pedro, pero rápidamente le fue designado un sacerdote, en eso los vecinos empezaron a organizarse y celebraron su primera fiesta parroquial a la cual amenizaron con juegos mecánicos y bandas de música, pero era una fiesta más, como se estaba construyendo el edificio de la iglesia, el sacerdote se le ocurrió la noche previa al 8 de diciembre del siguiente año, sacar en andas a la imagen de la Inmaculada para apersonarla en la casa de uno que otro vecino rico, que por el rumbo no falta, con la intención de aumentar su don, como era costumbre se esperaba a la imagen y sus acompañantes con alguna vianda la cual se podía disfrutar a puerta abierta y entre cánticos y rezos que duraban un buen rato.
El año siguiente antes del 7 de diciembre varios vecinos solicitaron la merced de una visita de la imagen, el cura no había pensado que tanta fuera la devoción y calculó que la caminata si bien no sería larga sí sería prolongada, así que pidió a los vecinos salir a sus puertas y recibir la expedicionaria madre. Esa noche su asombro fue que los vecinos puerta tras puerta le recibían con comida de lo más variada desde un sabroso café de olla y pan de sal, hasta unos buenos tacos de carnitas, y que no solo eso se iban sumando y pidiendo que prolongara su marcha una casa más.
El año siguiente inició una tradición, a las siete del día siete inicia la misa de los difuntos donde se pide especialmente por la de los vecinos que han partido en la promesa de la resurrección, terminada inicia una marcha de nueve horas donde la imagen es llevada de casa en casa, donde se le recibe ya con un atolito, ya con un tamalito, los vecinos se organizan para no dejar a nadie sin comer, entre rezos y cohetes que duran toda la noche, y que va desde la capilla de La Rosita cerca de  Santa Fe hasta La Venta en la puerta del Desierto de los Leones. Más de 10 km de camino entre la noche, miles de adornos, los árboles centenarios y los cantos del pueblo y cohetes.
Al día siguiente sigue la fiesta con los tradicionales, bautizos y primeras comuniones, los juegos mecánicos y los bailes con banda.